# Hong Kong Disneyland
Koordinaten: 22° 18′ 48″ N, 114° 2′ 36″ O
Das  Hong Kong Disneyland (chinesisch 香港迪士尼樂園 / 香港迪士尼乐园, Pinyin Xiānggǎng Díshìní Lèyuán, Jyutping Hoeng1gong2 Dik6si6nei4 Lok6jyun4) ist der fünfte Freizeitkomplex der Abteilung Walt Disney Parks and Resorts der Walt Disney Company auf der ganzen Welt und der zweite Freizeitkomplex in Asien. Der Komplex ist in Besitz und Betrieb von Hong Kong International Theme Parks Limited, einem Joint Venture zwischen der Walt Disney Company und der SAR-Regierung Hongkongs. Dabei hält die Hongkonger Regierung einen Aktienanteil von 53 % des Unternehmens und überlässt der Walt Disney Company bei der Leitung des Freizeitparks die Oberhand. Die Freizeitparkanlage liegt auf vom Meer gewonnenem Land, an der nordöstlichen Spitze von Lantau Island in Hongkong am Penny's Bay (竹篙灣). Die Eröffnung fand am 12. September 2005 statt.
Das Freizeitresort der Walt Disney Company beinhaltet einen Disney-Themenpark mit 35 Attraktionen, drei Hotels (Hong Kong Disneyland Hotel, Disney Explorers Lodge und Disney's Hollywood Hotel) sowie 24 Restaurants, 16 Einkaufsläden und diversen Unterhaltungsmöglichkeiten.
Der Themenpark besteht aus sieben verschiedenen Ländern (Main Street USA, Adventureland, Grizzly Gulch, Mystic Point, Toy Story Land, Fantasyland und Tomorrowland). Die Gesamtfläche liegt bei 126 Hektar, davon fallen 54 Hektar (ca. 43 %) auf den Themenpark. Das Resort ist damit das kleinste der derzeit weltweit 5 Disneyparks.
Zum 15-jährigen Jubiläum wurde das Dornröschenschloss komplett neugestaltet und durch das Schloss der magischen Träume (englisch Castle of Magical Dreams) ersetzt.
Die Erschließung erfolgt sowohl durch die Disneyland Resort Line der Mass Transit Railway als auch durch mehrere täglich operierende Buslinien.

## Besucherzahlen
Bis Anfang 2019 besuchten mehr als 77 Millionen Personen den Park. Die Walt Disney Company gab wenige Monate nach der Eröffnung bekannt, dass bis Ende November 2005 bereits eine Million Personen den Park besucht hatten.
Der Park hatte ursprünglich eine tägliche Kapazität von 28.000 Besuchern. Nach dem ersten Betriebsjahr wurden die Einrichtungen erweitert, um die tägliche Kapazität auf 34.000 zu erhöhen.
Im ersten Jahr erreichte der Park eine Besucherzahl von 5,2 Millionen und blieb damit 7,1 % unter dem Ziel von 5,6 Millionen. Die Besucherzahl fiel 2007 um 23 % auf 4 Millionen Besucher ab. Seitdem stieg die Besucherzahl des Parks jedes Jahr stetig an. 4,5 Millionen Besucher wurden 2008 erreicht, 4,6 Millionen 2009, 5,2 Millionen 2010, 5,9 Millionen 2011, 6,7 Millionen 2012, 7,4 Millionen 2013 und 7,5 Millionen im Jahr 2014.

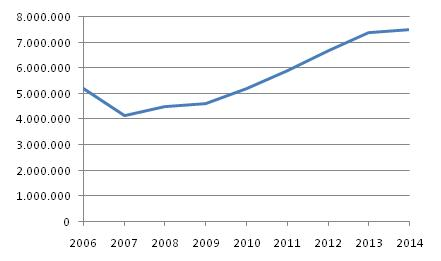
Besucherzahlen von 2006–2014

## Galerie

Hong Kong Disneyland – 香港迪士尼樂園
Dornröschenschloss – 2005–2020
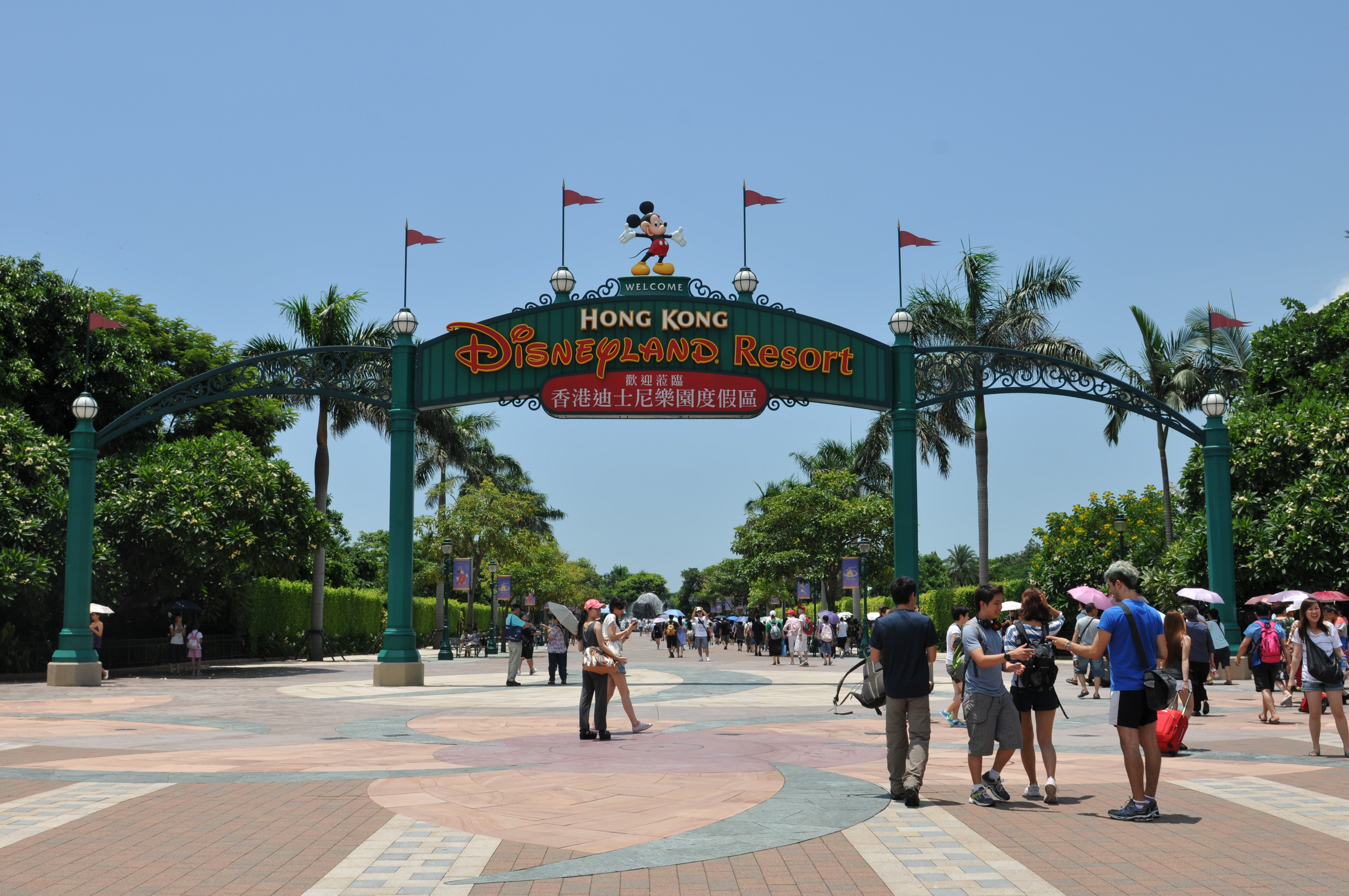
Haupteingangstor – Hong Kong Disneyland, 2011
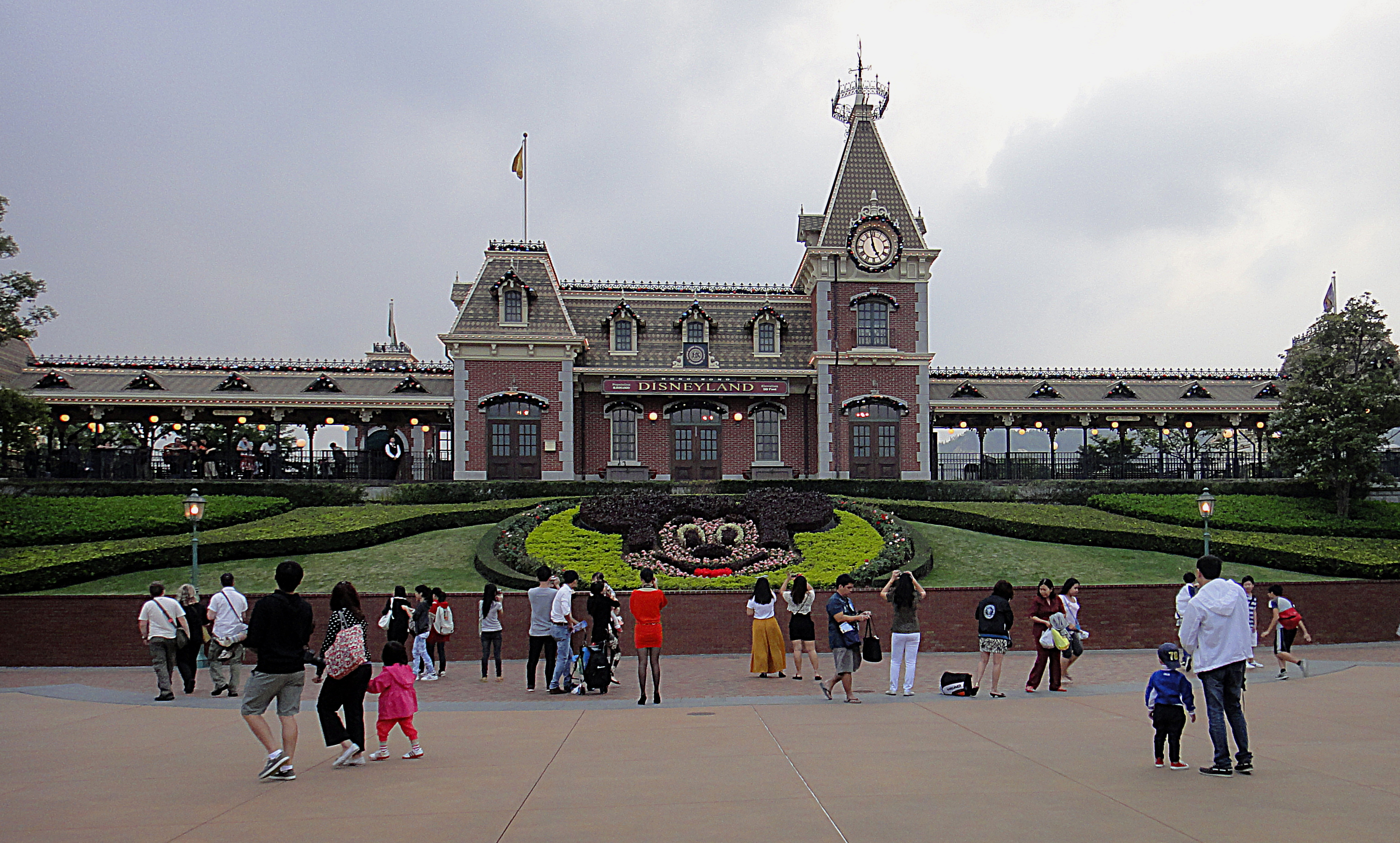
Ansicht am Haupteingangsbau, 2012
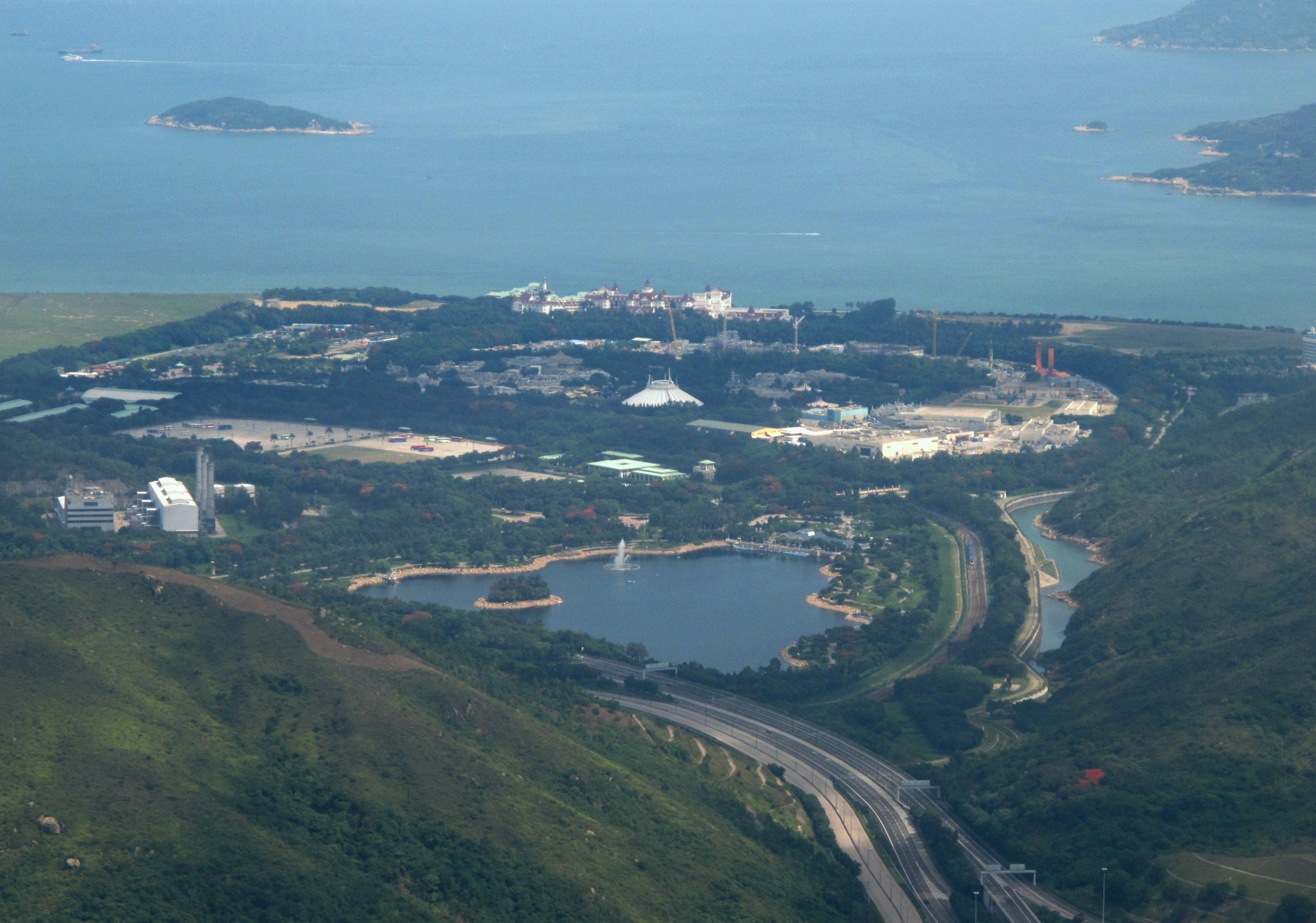
Das Disneylandgelände – Vogelperspektive, 2011